# Jack Elliott (rugby à XV)
Pour les articles homonymes, voir Jack Elliott et Elliott.

a Compétitions nationales et continentales officielles uniquement.

b Matchs officiels uniquement.
John « Jack » Elliott, né le 13 août 1871 à South Shields et mort le 30 mars 1938 à Cardiff, est un joueur de rugby à XV gallois évoluant au poste de demi de mêlée pour le pays de Galles. Il joue à trois reprises en sélection nationale. 

## Carrière
Elliott joue d'abord avec le club de Llandaff, avant de rejoindre le club rival de Cardiff RFC. Il honore sa première cape internationale quand il est retenu pour disputer le tournoi britannique 1894 en remplacement d'Arthur Gould, pour la dernière rencontre. Elliott évolue alors au centre avec son camarade de club Dai Fitzgerald ; avec Thomas Pearson et Norman Biggs, ils forment une ligne complète issue du club de Cardiff. Le pays de Galles perd la rencontre contre l'Irlande. La saison suivante, Arthur Gould retrouve son poste et Elliott n'est pas rappelé.
Elliott obtient le capitanat du club de Cardiff lors de la saison 1896-1897. Quatre ans après sa première sélection en équipe nationale, il est retenu pour disputer le tournoi britannique 1898 dans les deux rencontres au programme, cette fois-ci à un poste plus habituel de demi de mêlée aux côtés de Selwyn Biggs à la charnière. Les Gallois l'emportent contre l'Irlande, et Elliott est de nouveau sélectionné, contre l'équipe d'Angleterre. L'année suivante, Elliott et Biggs sont remplacés par la paire de frères de Swansea David et Evan James.
Après avoir terminé sa carrière de joueur de rugby, Elliott continue la pratique sportive en devenant arbitre de haut niveau. Il est également un bob joueur de golf et en 1935, il est le capitaine du Royal Porthcawl Golf Club.

## Statistiques en équipe nationale
Jack Elliott dispute trois matchs avec l'équipe du pays de Galles. 
| Année | Compétition         | Matchs | Points | Essais |
| 1894  | Tournoi britannique | 1      | -      | -      |
| 1898  | Tournoi britannique | 2      | -      | -      |
| Total | Total               | 3      | -      | -      |